# Paradelphomyia (Oxyrhiza) subnebulosa
Paradelphomyia (Oxyrhiza) subnebulosa is een tweevleugelige uit de familie steltmuggen (Limoniidae). De soort komt voor in het Oriëntaals gebied.